# Lasaeola atopa
Lasaeola atopa là một loài nhện trong họ Theridiidae.
Loài này thuộc chi Lasaeola. Lasaeola atopa được Ralph Vary Chamberlin miêu tả năm 1949.